# Born to Beat
Born to Beat è un EP della boy band sudcoreana BtoB, pubblicato nel 2012.

## Tracce
1. Born to Beat – 1:25
2. Insane (비밀) – 3:37
3. Imagine – 3:44
4. Monday to Sunday – 3:11